# Gripopteryx clemira
Gripopteryx clemira is een steenvlieg uit de familie Gripopterygidae. De wetenschappelijke naam van de soort is voor het eerst geldig gepubliceerd in 2011 door Lecci & Froehlich.